# Hassan Al-Otaibi
Hassan Al-Otaibi (Arabia Saudita, 6 agosto 1976) è un calciatore saudita, portiere dell'Al-Hilal Club.